# Oxford Blues
Oxford Blues (originaltitel: Oxford Blues) är en amerikansk-brittisk ungdomsfilm från 1984 i regi av Robert Boris. 

## Handling
En ung amerikan följer sin drömtjej över havet till Oxford för att förföra henne.

## Medverkande
| Rob Lowe    | – Nick Di Angelo        |
| Ally Sheedy | – Rona                  |
| Amanda Pays | – Lady Victoria Wingate |